# Rivastigmină
Rivastigmina (cu denumirea comercială Exelon, printre altele) este un medicament care acționează ca inhibitor al acetilcolinesterazei, fiind utilizat în tratamentul simptomatic al bolii Alzheimer și al demenței la pacienții cu boala Parkinson idiopatică, în forma ușoară sau moderat-severă. Căile de administrare disponibile sunt cea orală și transdermică.
Molecula a fost patentată în 1985 și a fost aprobată pentru uz medical în anul 1997.